# Alexander Schreiner
Alexander Ferdinand Schreiner (Neurenberg, 31 juli 1901 – Salt Lake City, Utah, 15 september 1987) was een Amerikaans componist en organist van Duitse afkomst. Zijn vader was Johann Christian Schreiner en zijn moeder Margarethe Schwemmer.

## Levensloop

### Jeugd
Schreiner kwam al vroeg met muziek in contact. Het eerste openbare optreden had hij op 5-jarige leeftijd. Nadat hij, als hij 8 jaar was, in de Kerk van Jezus Christus van de Heiligen der Laatste Dagen (LDS), de grootste kerk binnen de Mormoonse gemeenschap, werd hij al spoedig organist aan de zogenoemde Zondag school van de Mormoonse Kerk. In 1912 emigreerde hij met zijn familie in de Verenigde Staten, naar het centrum van de Mormonen in Salt Lake City. Een van zijn eerste officiële orgel-leraren was John J. McClellan. Zijn eerste aanstellingen als organist kreeg hij aan het American Theatre in Salt Lake City.
Na de graduatie aan de "High School" werd hij theater-organist aan het Rialto Theatre in Butte (Montana). Zijn eerst optreden in de Salt Lake Tabernacle van de LDS had hij op 20-jarige leeftijd. In 1921 verliet hij Salt Lake City en ging als missionaris van de LDS onder Joseph W. McMurrin naar Californië. In het begin van 1924 was hij voorzitter van de Los Angeles Conference van de LDS, waar 35 missionarissen waren.

### Opleiding als een organist
In 1924, nadat hij van Californië terugkwam, werd hij assistent organist van de Salt Lake Mormon Tabernacle. Een half jaar later ging hij naar Parijs en studeerde aan de Conservatoire national supérieur de musique bij Henri Libert, Charles Marie Widor en Louis Vierne. In Parijs werd hij ook met James L. Barker bekend, een historicus en eveneens missionaris van de LDS.

### Organist in Californië en Utah
Na zijn terugkomst van Parijs in 1926 werd hij opnieuw organist in Salt Lake City. Maar hij zal in de volgende jaren meerdere functies als organist in Californië innemen, bijvoorbeeld aan het Grauman's Metropolitian Theatre en aan het Barker Brother's Department Store. In 1929 werd hij organist van de First Methodist Episcopal Church in Los Angeles en in september 1930 werd hij organist aan de Universiteit van Californië - Los Angeles.
In de zomer 1938 kwam hij naar Salt Lake City terug en op basis van een agreement met Heber J. Grant, president van de LDS, werd hij organist aan de Salt Lake Mormon Tabernacle.
Als componist schreef hij vooral werken voor orgel, koren en werken voor andere instrumenten en ensembles.

## Composities

### Werken voor harmonieorkest
- 1960 The Worried Drummer, voor slagwerk solo en harmonieorkest
- 1970 Immer kleiner, voor klarinet en harmonieorkest
- 1977 Lyric Interlude

### Werken voor koren
- 1961 O Columbia, the Gem of the Ocean, voor gemengd koor
- We Bow Our Heads, voor gemengd koor - tekst: Anna Johnson
- My Flag, My Flag, voor gemengd koor - tekst: Anna Johnson

#### Hymnes
- Truth Eternal
- Lead Me Into Life Eternal
- Thy Spirit, Lord, Has Stirred Our Souls
- While of These Emblems We Partake (Aeolian) - tekst: John Nicholson
- God Loved Us, So He Sent His Son
- In Memory of the Crucified
- Lord, Accept into thy Kingdom
- Behold Thy Sons and Daughters Lord
- Holy Temples on Mount Zion

### Werken voor orgel
- 1937 Organ Voluntaries, Vol. 1
- 1945 Organ Voluntaries, Second Volume
- 1953 Twenty-five Pieces for small Organ
- 1960 Lyric Interlude
- 1973 Organ Voluntaries, Vol. 3
- Prelude Improvisation on "Come, Come, Ye Saints"
- Prelude and Canon on "God loved us, so he sent his son" (Margaret)
- The Prayer of Faith - Lyric Interlude

## Publicaties
- Alexander Schreiner: Alexander Schreiner Reminisces, Publishers Press, Salt Lake City, 1984, 177 p.
- Alexander Schreiner: 100 Years of Organs in the Mormon Tabernacle, The Diapason, November 1967
- Alexander Schreiner: The Tabernacle Organ in Salt Lake City, Organ Institute Quarterly, Vol. 7, No. 1, 1957
- Alexander Schreiner: Organ Voluntaries, Alfred Publishing (March 1, 1985), 140 p. ISBN 0769242979
- Alexander Schreiner: French Masterworks for Organ - A Collection of Nineteenth Century Classics, J. Fischer & Bro, 1963
- Alexander Schreiner and Anna Johnson: Latter-day Saint Songs for Little People, Deseret Sunday School Union Board, 1945